# Stolonivector
Stolonivector là một chi rêu trong họ Geocalycaceae.